# 萊克聖路易斯鎮區 (密蘇里州聖查爾斯縣)
萊克聖路易斯鎮區（英語：Lake St. Louis Township）是位於美國密蘇里州聖查爾斯縣的一個行政鎮區。

## 地方資料
萊克聖路易斯鎮區的面積為30.00平方千米，當中陸地面積為27.89平方千米，而水域面積為2.11平方千米。根據2020年美國人口普查的數據，當地共有人口29253人，而人口密度為每平方千米975.1人。